# 中国诗歌中的大雁
正是雁未天，

挥毫琴客前。

秋声与秋思，

却在阿谁边。

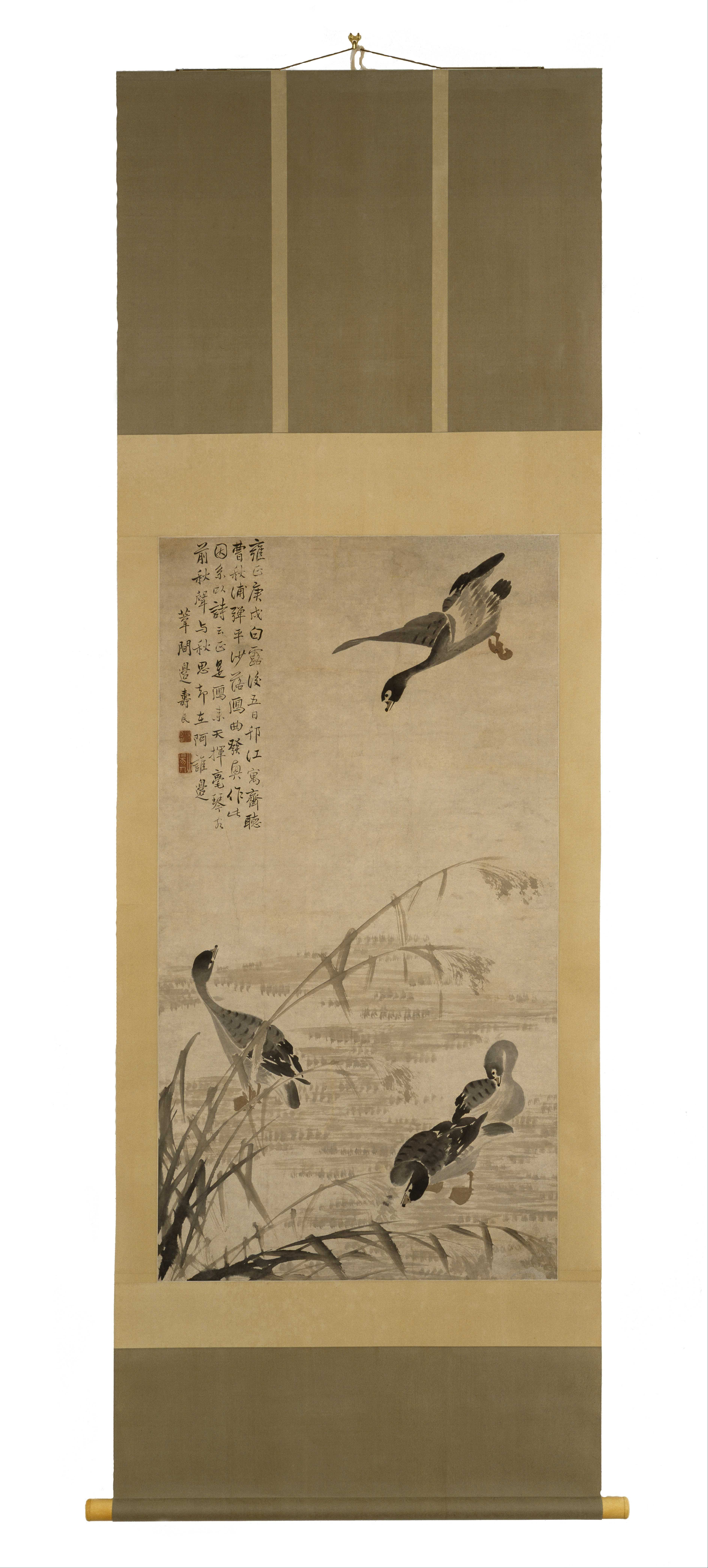
大雁降落在沙洲上。它们的腿颜色鲜艳。画者边寿民（也叫苇间老人，字颐公，1684年—1752年）。根据休士頓美術館网站，边寿民在画上题诗一首：
正是雁未天，
挥毫琴客前。
秋声与秋思，
却在阿谁边。

大雁（雁）是中国诗歌中的一个重要意象。从《诗经》《楚辞》直至汉朝诗、唐诗诗人李白、王维、杜甫及后来的潇湘诗歌尤其是宋诗，大雁的图象在中文诗歌中具有重要地位。不同的诗歌概念能通过诗中大雁的意象联结起来。理解大雁的典故有助于理解中国古典诗歌的关键内容。中国文学典型地将大雁分为家雁和野雁：在诗歌中，野雁更重要，它们随季节变化迁徙，或带着分居（通常如大雁迁徙的方向，一北一南）的远方爱人的书信，或为失去了团队的孤雁形象。

## 背景
中国有許多不同种类的大雁，有些家养，有些野生。因迁徙本质，野雁倾向于季节性存在，或如同一个地区临时和流浪的定居者，或常如同迁徙路线越过大片地区、可能在夜间休息的季节性迁徙。

### 生物学

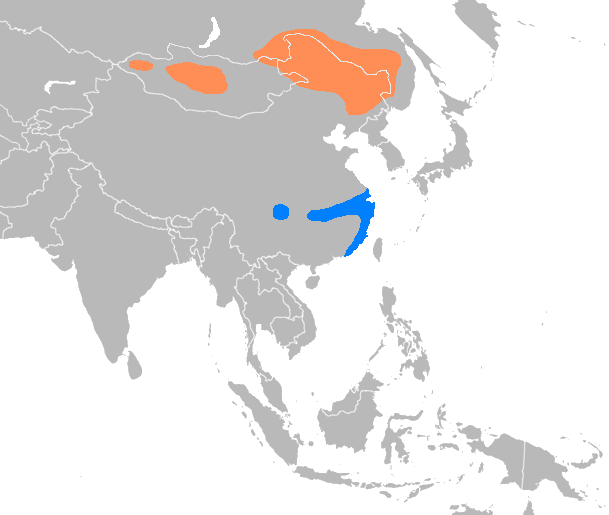
近现代鸿雁的自然分布，北部繁殖区呈橙色，南部越冬范围呈蓝色。居住在这一地图区域的其他雁种也表现出类似的南北迁移模式，有时它们的活动范围更广，南北迁移的范围也更广。

大雁属于鸭科雁亚科雁族。雁属的大雁分布在北极区，繁殖区在北美洲的亚寒带地区和白令海峡周边，包括灰雁和白雁。黑雁属于黑雁属，在古北界：它们因腿、喙和部分羽毛的颜色是黑色或深灰而得名。鸭科包括鸭和天鹅。除了家养的外，大雁往往迁徙，在北边的夏季栖息地和南边的冬季栖息地之间长途往返。在中国，大雁被养了数千年：它们由野生种类鸿雁养育而来。真正的大雁除了颜色之别外，是很难基于是很难根据解剖学差异区分属种的，尤其因为大雁如诗中所描述，长途飞行，更多是被听到而不是看到；但虽然大雁是野生或家养重要，种类识别通常也非中国诗歌的重点所在。大雁是社群动物，常成群结队，结伴而行，成双成对，雄雁在空中追逐雌雁；每个雁群都有很多对成对的大雁。飞翔的雁群常排列成人字或楔形的形状，並高亢地鸣叫。孤雁在自然界不常見。

### 词汇：家养与野生

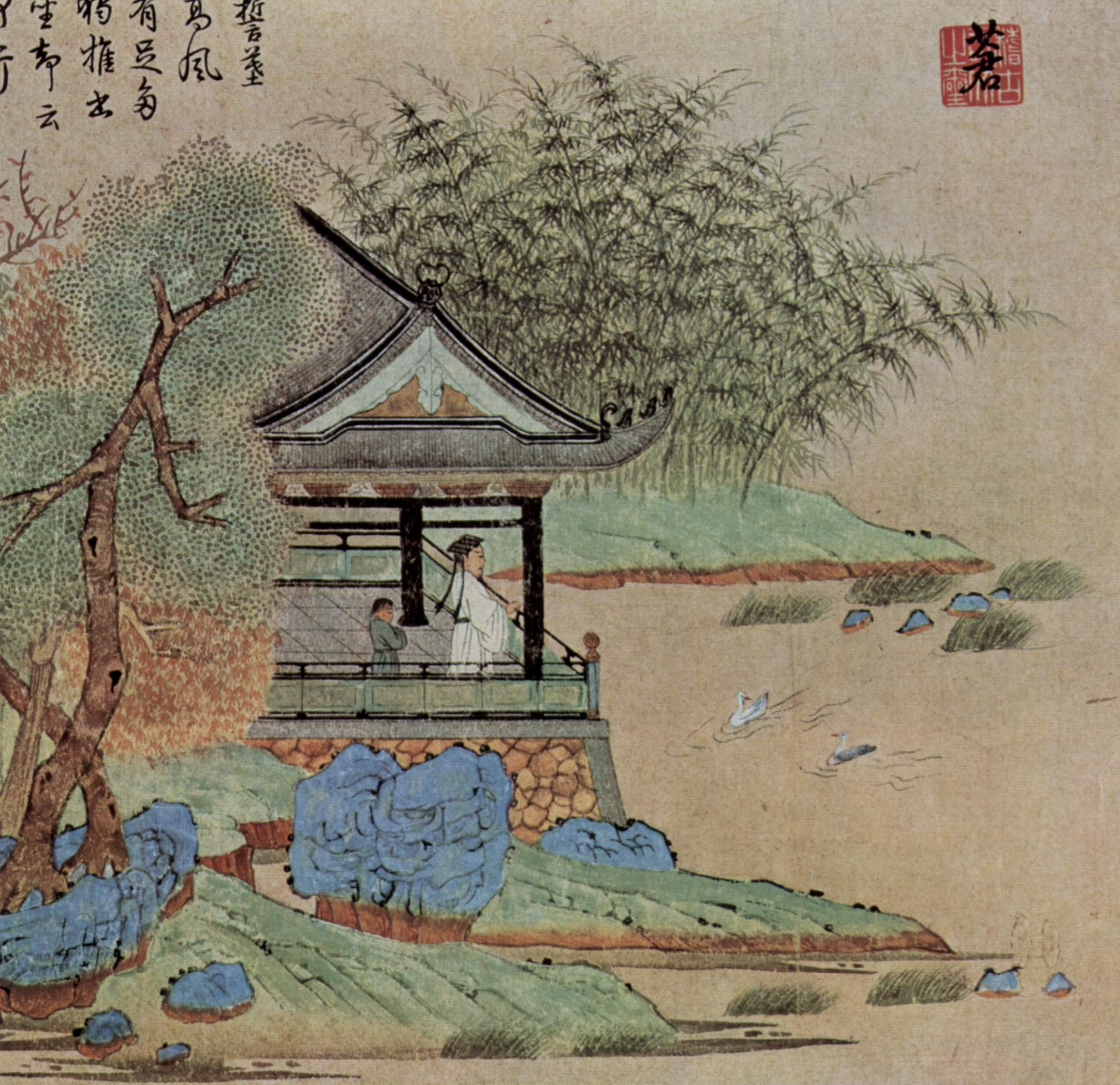
书法家和鹅爱好者王羲之观鹅，钱选著，1250-1300年

汉语通常区别家雁和野雁。野雁是“雁”字，家雁是“鹅”字。另一个用于形容野雁的字是“鸿”，有时翻译为“豆雁”。因各种雁相似，很多诗歌中这不重要，特别是在科学专家关于这些分类的细节不能达成完全一致的情况下。类似的，二者意义上有细微差别，不同于《诗经》的“鸿雁”即“野雁”。

### 中国象征中的大雁

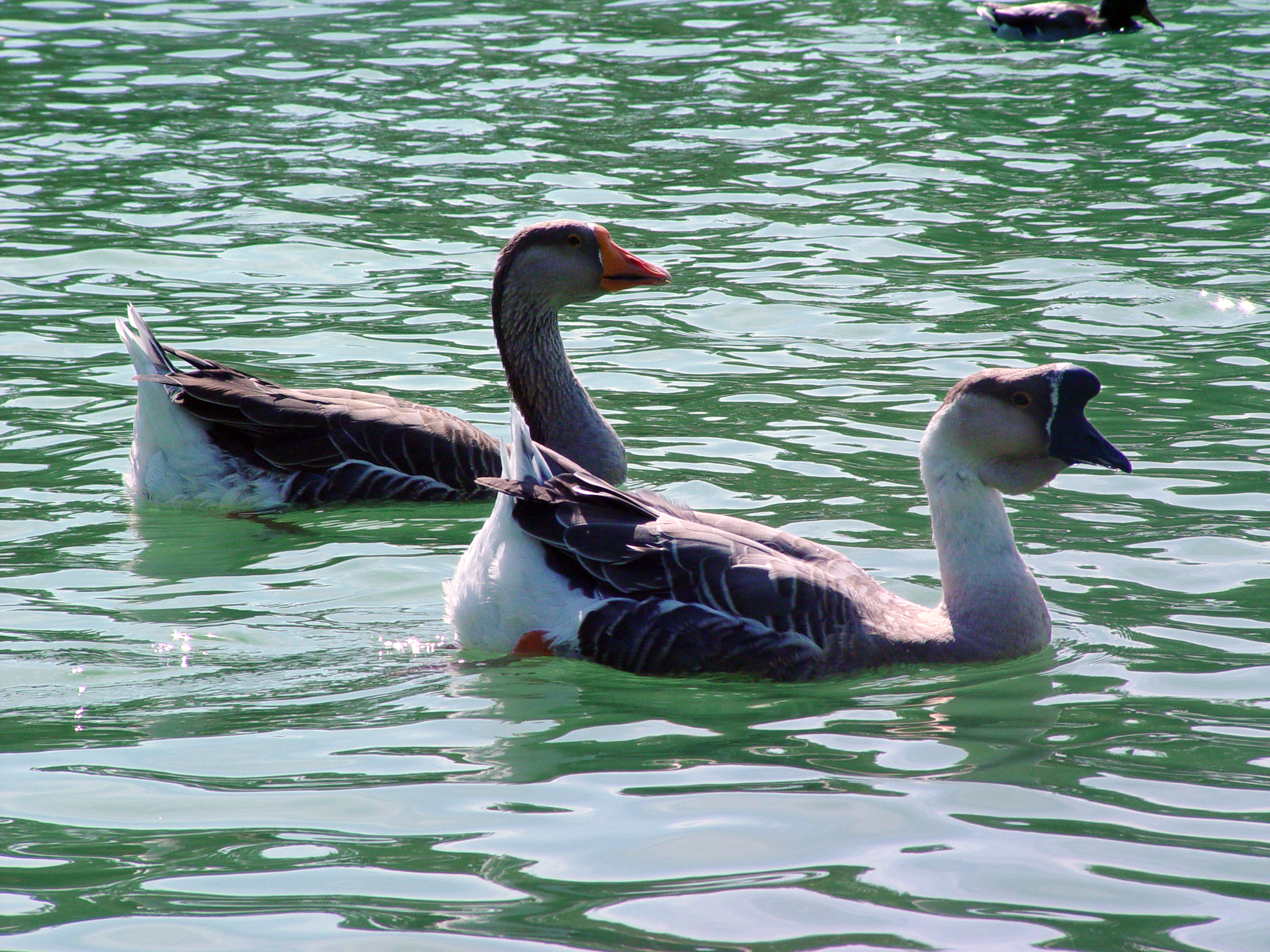
家养的一对中国鹅在游泳，雄性在前面，雌性在后面。

#### 季节预兆
古代，野雁是“九雇”即九种可以迁徙预示季节、农时的鸟之一。每年秋季野雁出现，意味着丰收（(Wilder & Ingram）。每年大雁春秋两季分别出现一次，都具有象征意义，也是季节变化的速记。大雁在宇宙秩序下的所在地被概念化，大雁南飞躲避日益激烈的寒冷和与冬天阴力相关的黑暗的影响，达到阴阳平衡；当阳力开始回升，大雁又飞回北方躲避满溢的夏热（Murck, 75）。阴阳是相反的力量在自然界的进程中如何作用的宗教哲学概念：它们如何通过自然二元性彼此对立，如光明与黑暗，高与低，热与冷，火与水，男与女，生与死。在思想系统下，大雁被认为自然界阴阳物理表现的一部分。

#### 群行与独行
大雁的象征含义一定程度上取决于是单独、成对还是成群出现，及是野生还是家养。大雁曾被认为无论雌雄，一生只有一个伴侣，象征婚姻美满；因迁徙习性，大雁也是季节变迁和时间流逝的象征。大雁的出现和交流也可以成为婚礼仪式的一部分（Eberhard, 132）。埃伯哈德在此也对大雁作为订婚礼物（在《诗经》中得到证明）这一用途这一“非常古老的习俗”发表评论。孤雁是损失的象征：或失偶，或失群，被用为唤起悲伤和遗憾的感情的意象。

## 大雁的季节

阴阳符号。最初是灵知学衍生的。

大雁不在被用于表达时间划分的12个生肖动物之内。但在诗中，大雁季节性的迁徙被与季节变化相联系：诗常用大雁的飞行方向与相关季节的暗示相联系，由春入夏向北，由秋入冬向南。当季节转暖，大雁北飞，飞过诗人的视野，可能甚至飞越北方边境，诗可能描述大雁飞过群山，飞过紫色的山关，或飞到外乡（Murck, 75）。大雁南迁，可能去衡山或南方和华中地区潇湘地区湖泊河流的沙坝和沙岸。平沙落雁的图象足以同时传达大雁正南飞和当时是秋季的信息。大雁南迁在诗歌中常象征与秋季相关的萧条，包括对抗阳力的阴力的崛起（Murck, 75）。

## 其他鸟类

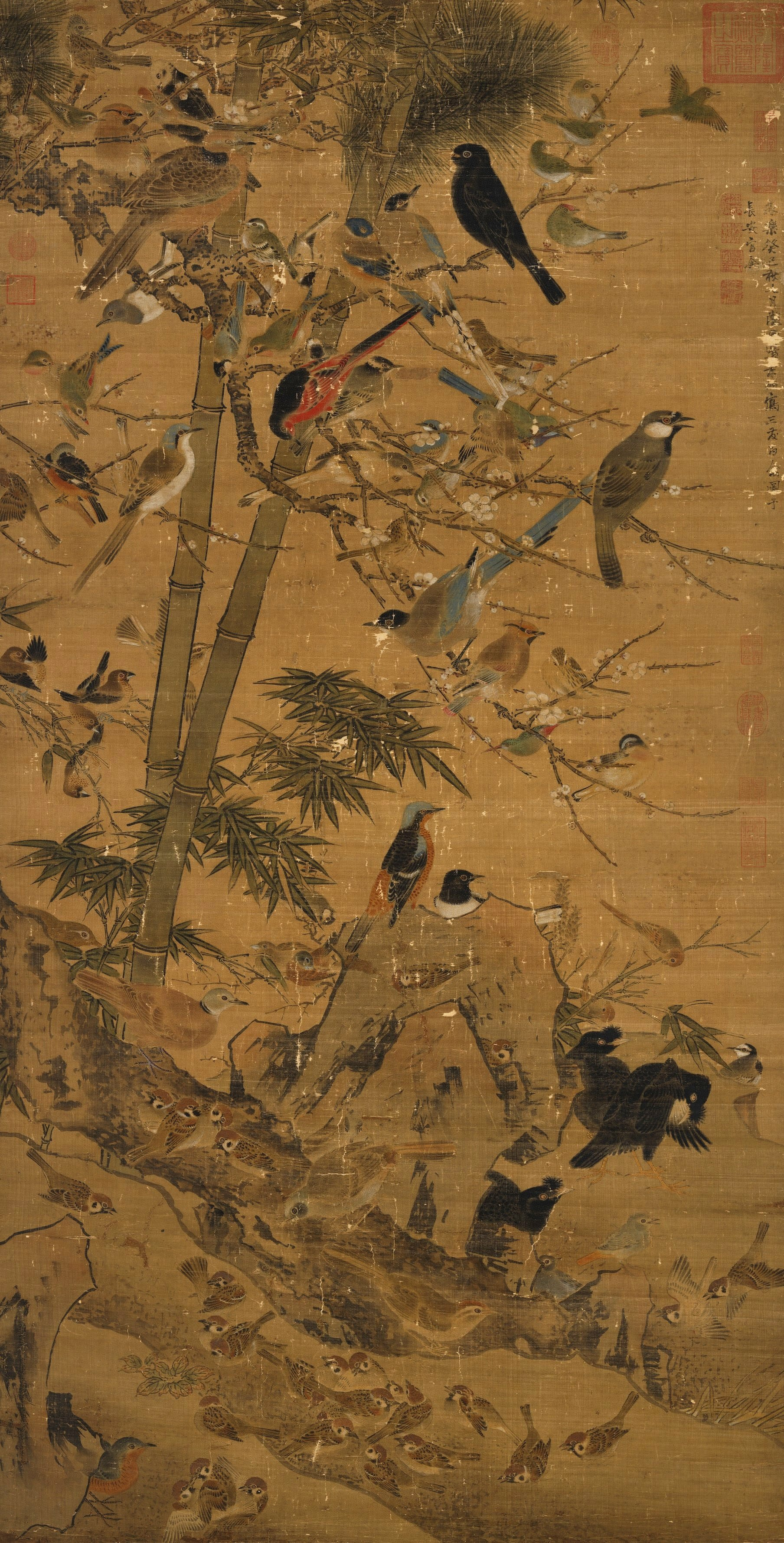
三友和白鸟，边景昭（边文进, 活跃于1426-1435年间）作。“三友”即在此展示的梅、竹、松。

大雁以外的鸟类也在中国诗歌有所体现。一些是神话的，尽管和大雁有共同点，却源自广大的中国神话和民间传说。其他是和大雁有关的鸟，如天鹅和鸭。在典故中诗意的指代已不鲜见，尤其是作为一个诗人自己的经验与早期作品的交叉。安妮·比雷尔讨论天鹅（大雁的近亲）的角色与几首汉朝民谣中的鸟如被用于描述人类缺点的猫头鹰、鸽子、麻雀的角色做比较。她讨论《一首老民谣，两只猫头鹰》（53—54）：“这里的寓言故事的寓意目前似乎没有与个人行为那么多地与人类行为相联系，因为个人是一个团体或社区的成员。”她提到这首民谣中一对对天鹅如何在诗的开篇“作为一群飞行编队的一部分”到达。她继续给出这首民谣的寓意是：“没有了群体，个体就什么都不是了；生存取决于社群的凝聚力。”类似的以大雁代替天鹅的诗也存在。诗歌的另一意象是以鸟为信使，带来远方的信息。信使鸟的例子包括大雁和青鸟。

## 诗歌中的大雁
在诗歌中，大雁可能象征不公正的流放（Murck, 74）。大雁出现在中国的一些早期诗集中，在此基础上也继续出现。

### 《诗经》中的大雁

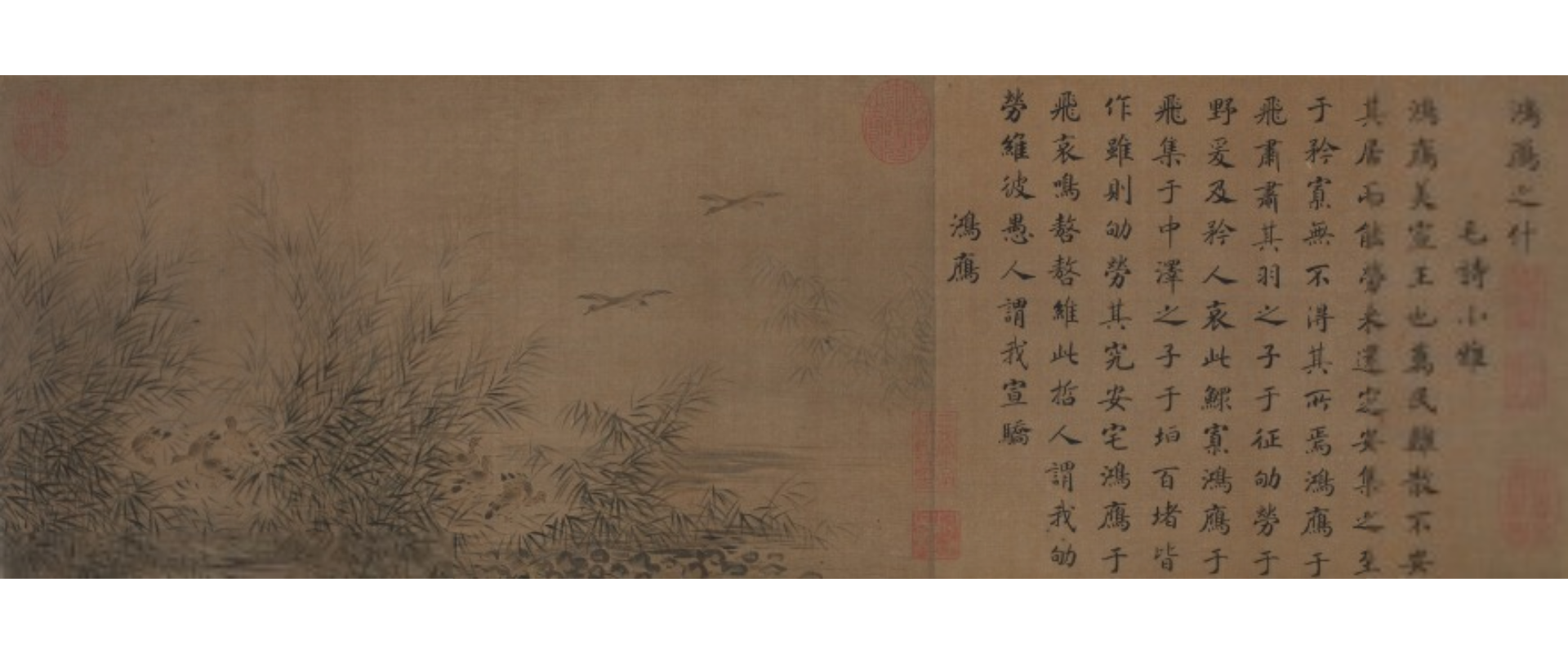
宫廷颂歌，以“大雁”开始，马和之（1130-1170）。书法家：宋高宗（1107-1187）

最早的中国诗专门诗集是《诗经》。大雁被用为各种影射。

#### 社会意义

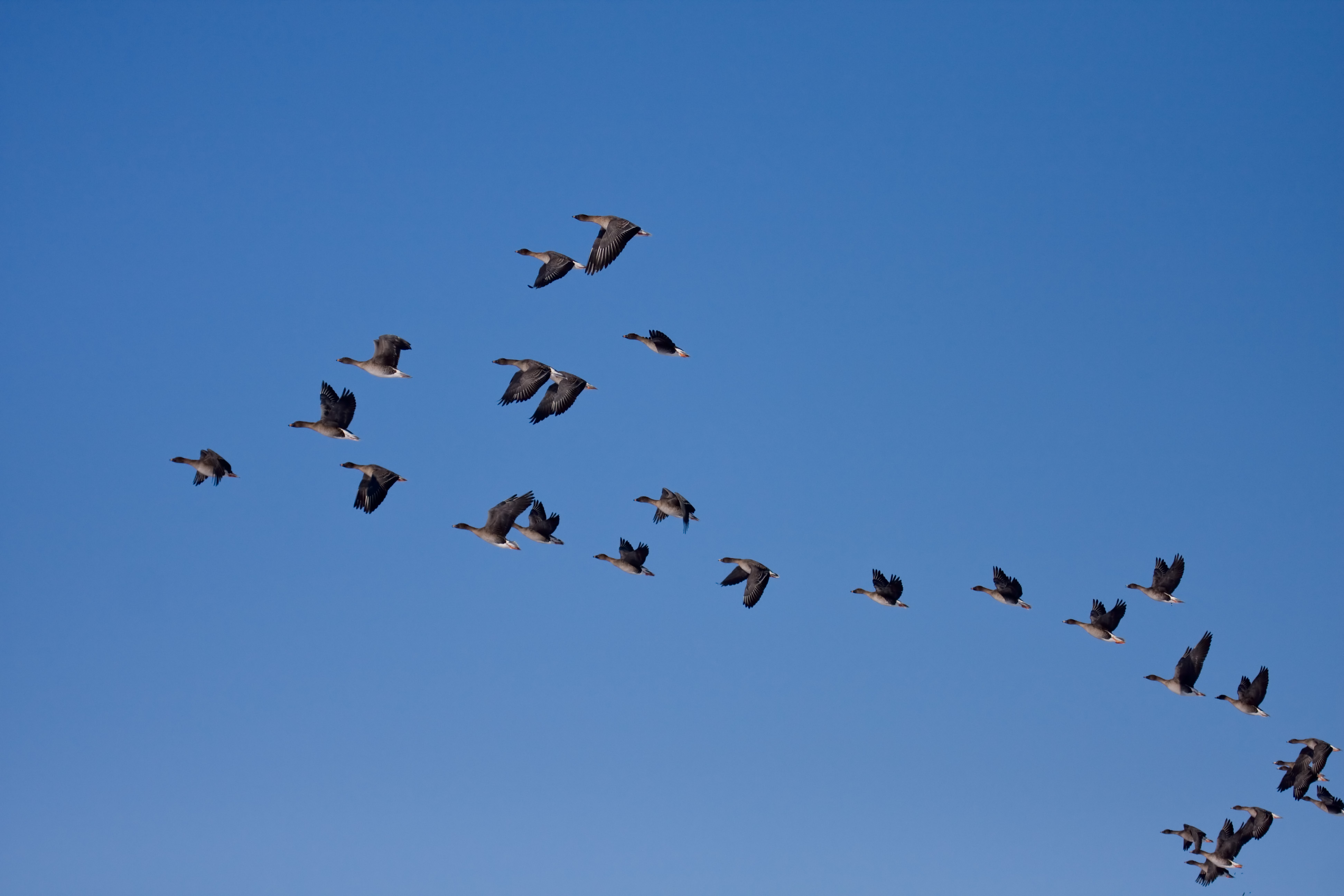
一群苔原豆雁，典型的飞行组织模式。（雁属，种类不确定）

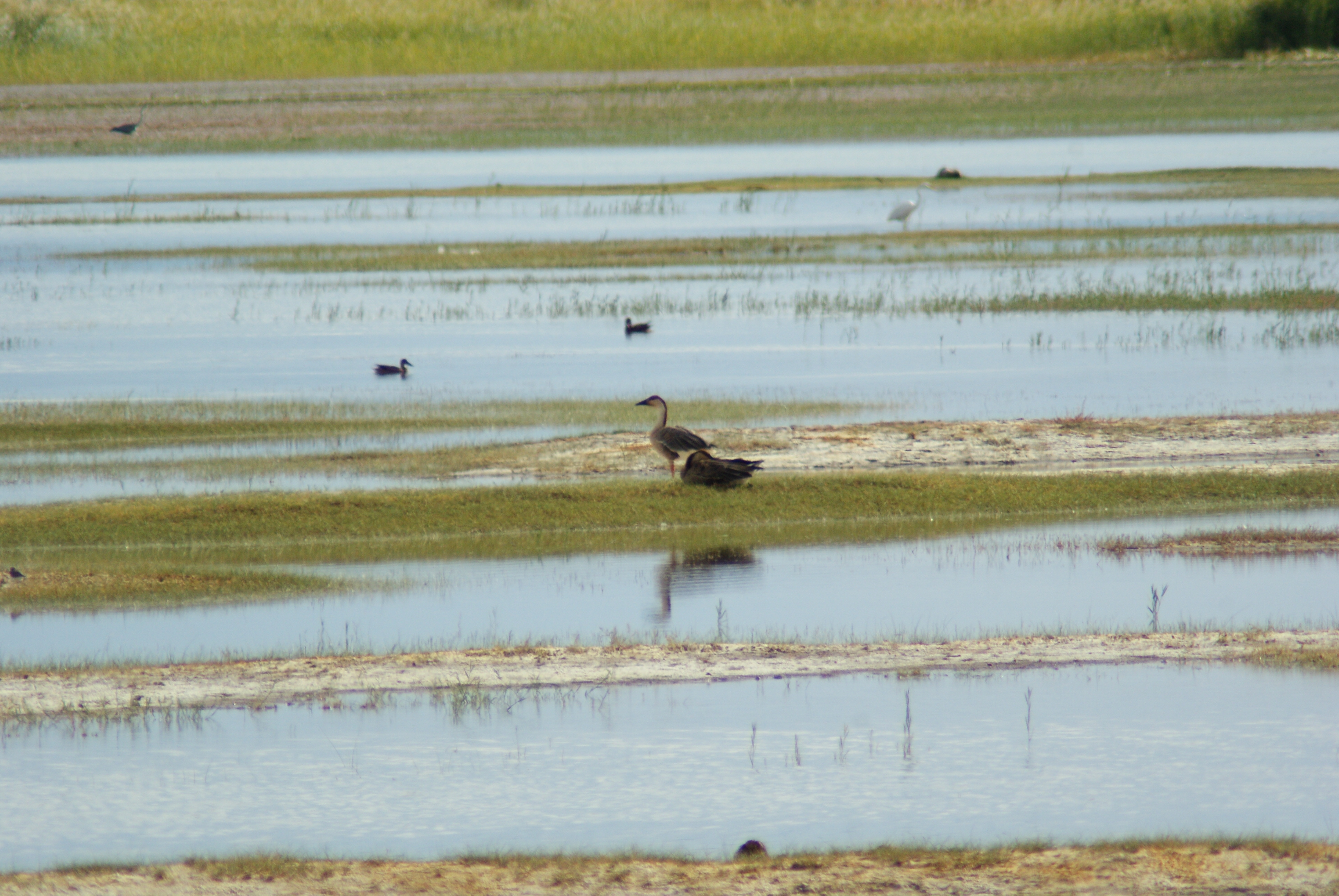
鸿雁，蒙古西部，哈爾烏蘇湖。2009年9月9日。中间的两只大鸟是鹅。

《诗经》大雁的一个外在体现是作为一个社群的影射。在诗《诗经·小雅·彤弓之什·鸿雁》中，大雁被用于影射悲伤哭泣着漂泊寻找家园的人（Murck, 74；和注释6, 312）。曾由理雅各（1815年—1897年）翻译。
鴻雁於飛，肅肅其羽。之子於征，劬勞於野。爰及矜人，哀此鰥寡！
鴻雁於飛，集於中澤。之子於垣，百堵皆作。雖則劬勞，其究安宅？
 
鴻雁於飛，哀鳴嗷嗷。維此哲人，謂我劬勞。維彼愚人，謂我宣驕。
野雁在寻求栖息的家园期间凄惨地叫的典型形象得到明确。阿尔弗雷达·默克指出这里落在沼泽的大雁和后来潇湘诗歌平沙落雁的大雁的对比（80）。

#### 聘礼
沃尔弗兰·埃伯哈德注意到大雁被用作聘礼。如《诗经·国风·邶风·匏有苦叶》：
雝雝鸣雁，旭日始旦。士如归妻，迨冰未泮。
阿尔弗雷达·默克注意到诗中野雁的和谐之声与《诗经》其他地方如尤其在《鸿雁》中表现出的难以形容的悲伤之间的显著对比（75；和注释8，312）。

#### 落地

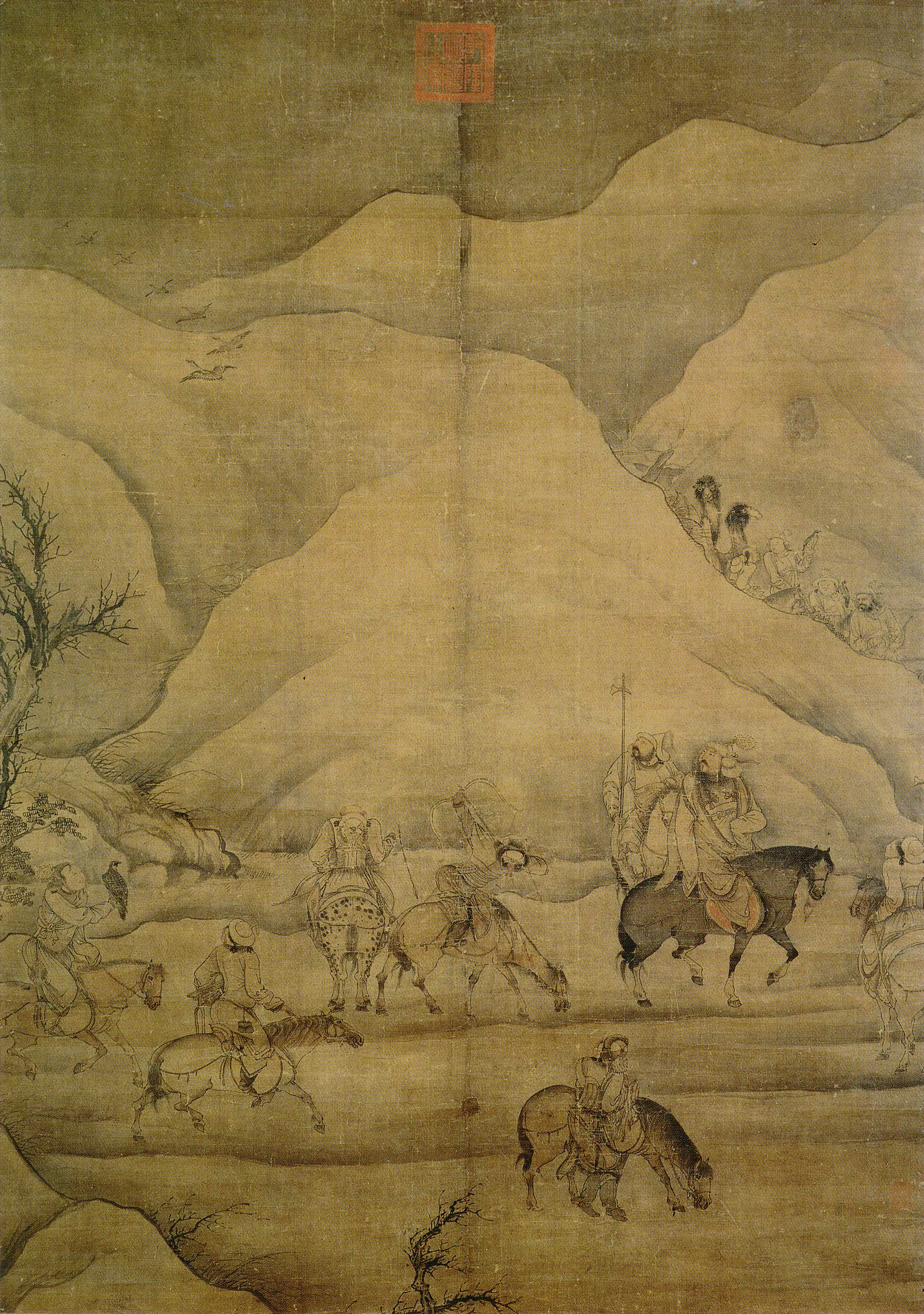
猎雁：《猎雁》，元朝。描绘了相当先进的狩猎技术，有各种各样的动物坐骑，训练有素的猛禽，以及适合骑马射箭的蒙古式弓。

大雁在《诗经》中的其他生动形象为被地面上的弓箭手用箭射落。《诗经·国风·郑风·大叔于田》赞颂了战车射手“叔”，他的驾车马队形能与大雁飞行相比较：
叔于田，乘乘黄。两服上襄，两骖雁行。
这是暗示野雁有序飞行的例子，其中它们“以V字形飞行的习性被视为被用于家庭和朝廷的秩序和等级概念的典型。兄弟们像大雁飞得近，在高位的人被比作翱翔天空的大雁”（Murck, 75）。《诗经·国风·郑风·女曰鸡鸣》：
女曰鸡鸣，士曰昧旦。子兴视夜，明星有烂。将翱将翔，弋凫与雁。
即使在婚后，这里的妻子依然期望收到鸭子或大雁。

### 《楚辞》中的大雁
其他早期专门的中国诗集《楚辞》虽不如《诗经》古老，但一些诗与《诗经》的诗在年代上相差无几。大雁也出现在《楚辞》中。

#### 宋玉的鸿雁南飞
宋玉是《楚辞》诗集的一位贡献者，被认为是《九辩》的作者。事实上宋玉是作为《楚辞》中存在的一些诗的作者而闻名，其他一些诗也被托名是他所作，而此外他的人生等则没有信息。详细的证据显示他和屈原有关系，是他的亲戚、学生或追随者。阿尔弗雷达·默克取宋玉《九辩》“雁廱廱而南游兮”句，作为中国诗歌大雁南飞意象的早期范例（Murck, 75; 及注释10, 112）。霍克思（209页）翻译了此句。

### 汉朝诗中的大雁
大雁是汉朝诗歌的主要意象，包括乐府和《古诗十九首》的民谣。汉朝外交家苏武的故事一直具有重要性。

#### 苏武

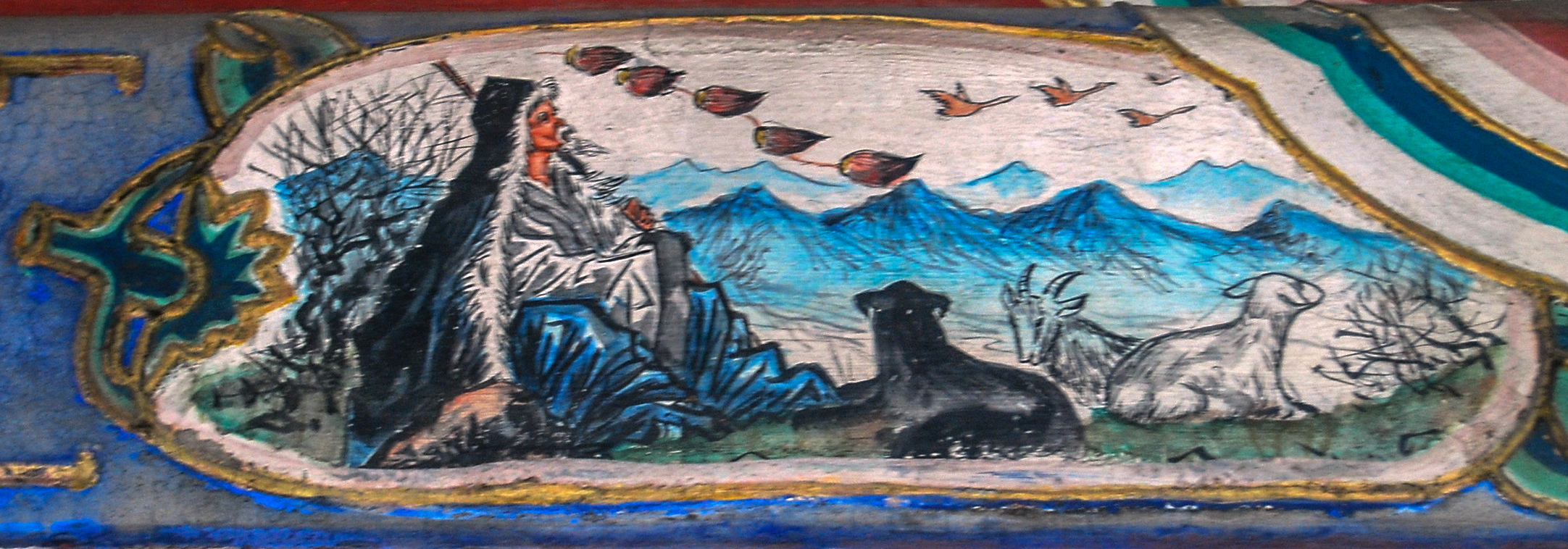
苏武在国外被囚禁，在那里他被迫牧羊。来自长廊。

##### 出使匈奴
大雁的中国传说包括苏武的故事：在古代，年老的苏武被匈奴囚禁19年。这是一个成为中国诗歌常见典故的关于苏武的故事。苏武是一个历史人物，他的传说却渗透到民间。他的故事有很多可以与历史相联结的版本。彼此敌对的中国（西汉）和匈奴帝国从公元前133年—公元89年一直交战，即汉匈战争。公元前100年，中国皇帝汉武帝派中郎将苏武出使匈奴（Murck, 75）。苏武率几位官员组成的外交使团出使匈奴统治者且鞮侯单于。中国使团卷入推翻匈奴单于的阴谋；事败后，他们都被捕。一些使节被杀，苏武被囚禁扣留19年。

##### 囚禁

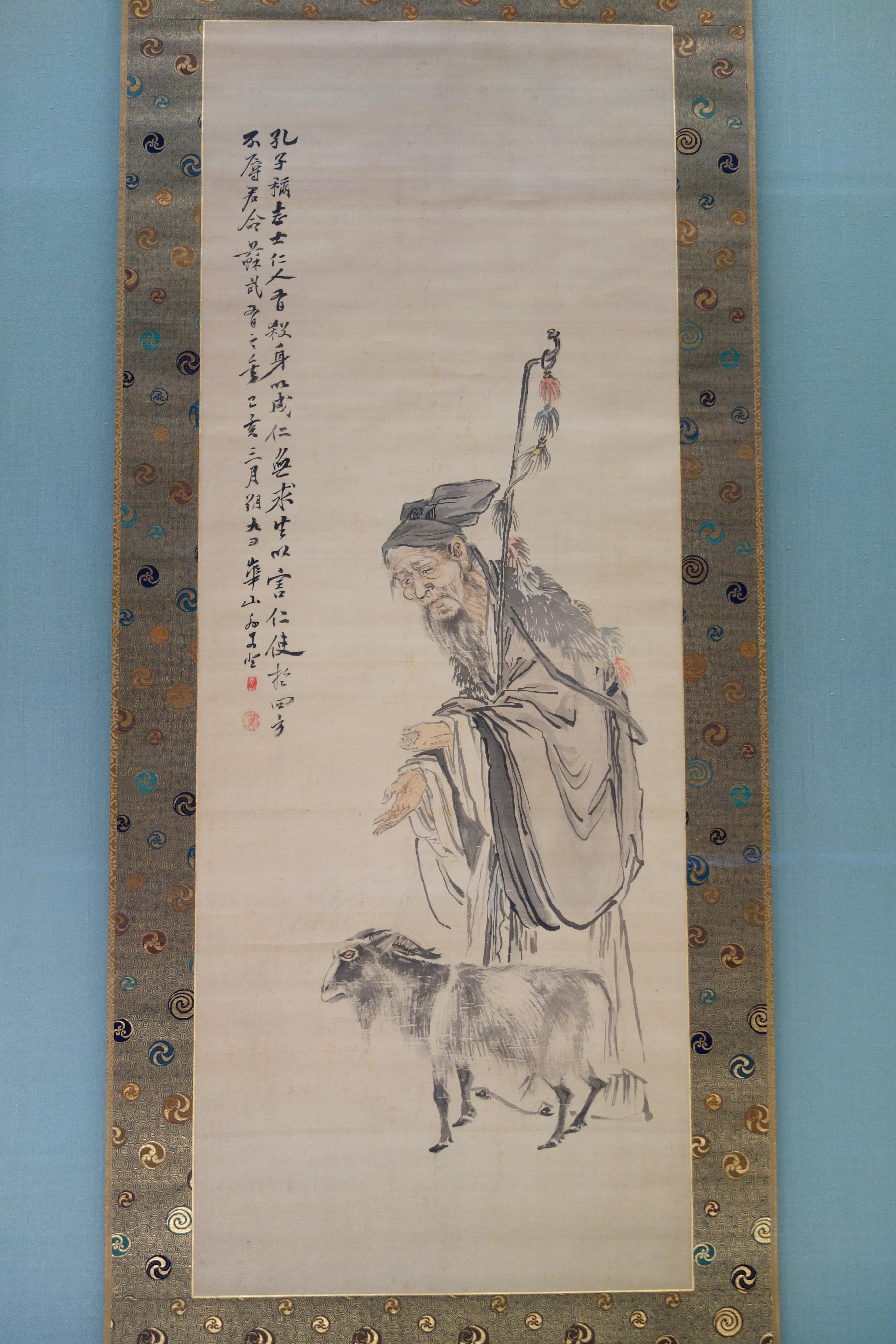
渡边华山（1793年—1841年），江户时代，1839年，显示苏武是牧民。

被囚期间，苏武拒绝合作，被囚在大地窖内。匈奴为了诱他合作，没有提供饮食。苏武意志坚定，吃衣服的毡毛，喝落在地窖里融化的雪。他在如此折磨中生存下来后，匈奴继续扣押他，仍试图让他合作。匈奴没有如实报告汉朝，而是说苏武已死（Murck, 75）；但苏武活着被流放到北海成了牧羊人，他还带着显示身份的符节。后来数年，苏武地位上升，甚至得到一位妻子并为他生下儿子。同时中国和匈奴继续互相仇视，外交中止，苏武继续被单于安排牧羊。

##### 另一次出使匈奴
交战间歇期间，汉匈外交重启以求和解。汉朝皇帝汉昭帝派出另一支使团向苏武被囚的地方进发。显然为了避免外交问题复杂化，匈奴继续试图隐瞒苏武还活着。但这一支中国使团骗单于称皇帝射下一只大雁，脚上有一封苏武的信（Murck, 75–76）。匈奴单于被骗，为免冒外交尴尬的风险，于公元前81年释放苏武回中国（Murck, 76）。

##### 遗产
苏武的故事至少是鸿雁传书意象使用的源头（阿尔弗雷达·默克称之为“常被引证的章句”），其中大雁显示为传送系在脚上（可能是象征意义的）已写好的信件的样子——通信的两人两地分居相距如此遥远，季节性南北迁徙的大雁能被想像为可行的通信方式。

### 唐诗中的大雁
唐诗句中贯穿着飞翔的或在黑暗中水平和沙质的沙滩上休息的大雁。有时，失去了伴侣和群体的孤雁也出现。从古楚国显赫起，洞庭湖及其支流潇水附近和南部的湖河区域长期作为流放地被诗意地表述，甚至最有才能的和忠诚的政府大臣和官员可能在朝被中伤贬到这块蚊子出没的沼泽地区或派去管理蛮族人的村落，和知识与其他诗人相隔离。唐朝有很多显赫的诗人因政局动荡，最终在潇湘地区终老。因文才被称为“燕大手笔”的燕国公张说就是违心地处在潇湘的一只“大雁”，也是三位皇帝治下时上时下的顶级官员。失宠的张说被远贬到今北部湾的钦州市。在诗《岭南送使》中，张说以对偶句“秋雁逢春返，流人何日归”将自己比作秋天的大雁，但春天到了他仍将滞留在岭南，远离京城和当时中国文化的主要地区，而其他大雁已北还（Murck, 76;及注释17, 313）。

#### 杜甫诗的大雁

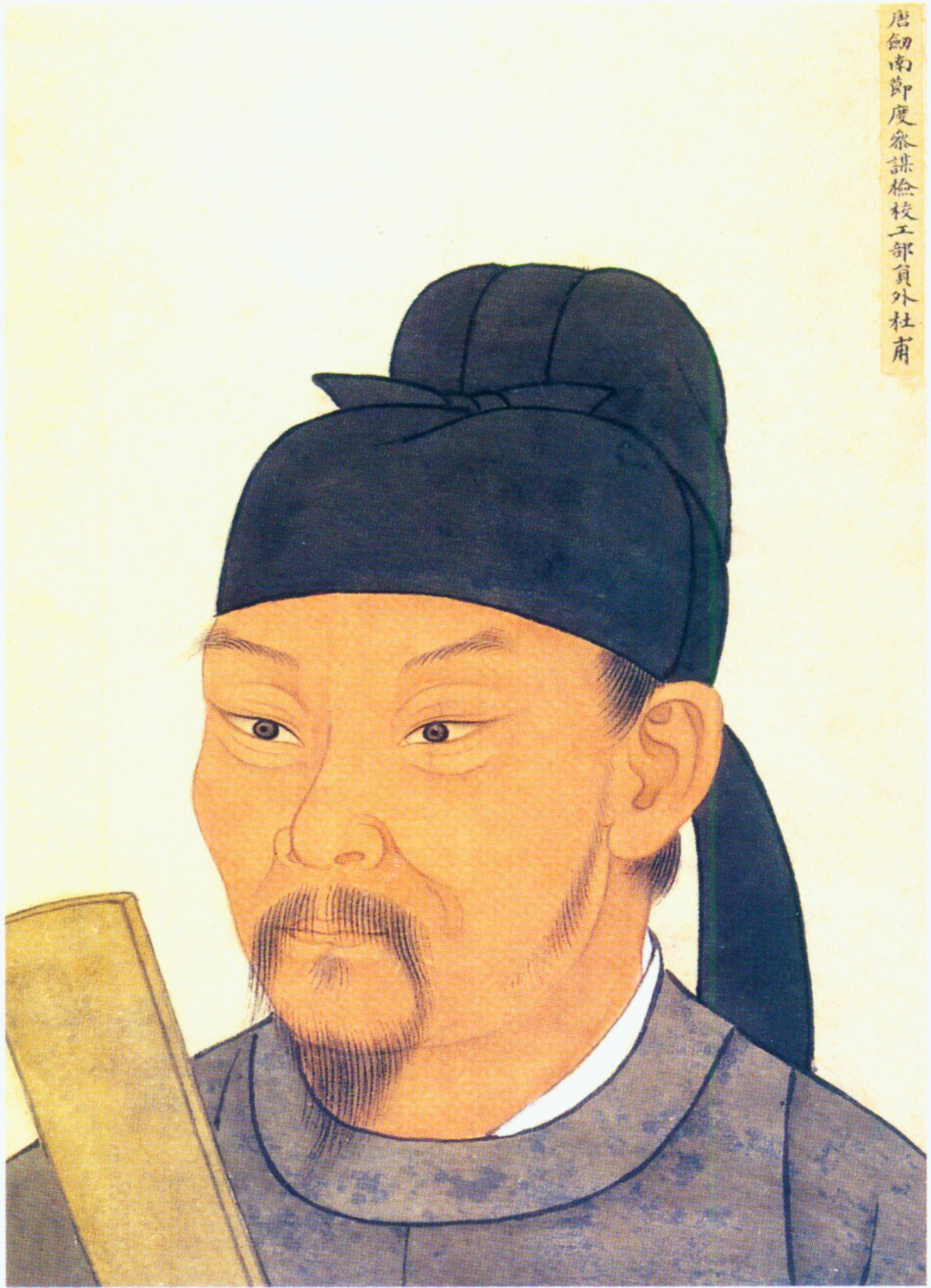
杜甫，根据艺术印象。

杜甫（712年—770年）是唐朝（618年—907年）很多诗人中的一员。他生活在诗歌的黄金年代。他的祖父杜审言是显赫的朝臣和诗人，有一首诗入选《唐诗三百首》。杜甫父杜闲，官至兖州司马、奉天县令。杜甫因父、祖的缘故，仕途顺利。开元二十三年（735年），杜甫科举失利。大约二十八年（740年），其父杜闲去世，他按规定守丧三年。天宝十四年（755年），他终于得到任官，眼看越过了之前的阻碍，却无法履职；年末，有权势的唐将安禄山起兵作乱。此乱在此后十年毁坏了唐帝国，也损害了杜甫的仕途：叛军扫荡中原。战争劫掠伴随着饥荒、瘟疫和死亡。杜甫不仅未曾上任就失去职务，还和家族成为潇湘的难民，他最终在那里死去，但此前他写了很多确保自己在诗坛地位的诗，他最重要的诗很多都是写于生命的最后几年在潇湘的中心，也是迁徙的大雁们栖息、蜕皮和准备再次北迁的所在时。杜甫成为大雁的大赞赏者（Murck, 76）。随着杜甫远离楚国故地祖籍度过的最后几年，在杜甫诗中，大雁的意象日益加深。杜甫诗的大雁意象被证明是轻便的，被宋朝的苏轼等诗人采纳。

### 宋诗中的大雁
宋诗出现了大雁群。大雁继续出现在诗句中，可能夜间在黄昏的光辉中着陆在水平和沙质的沙滩上。有时孤雁继续单飞。

#### 苏轼诗的大雁

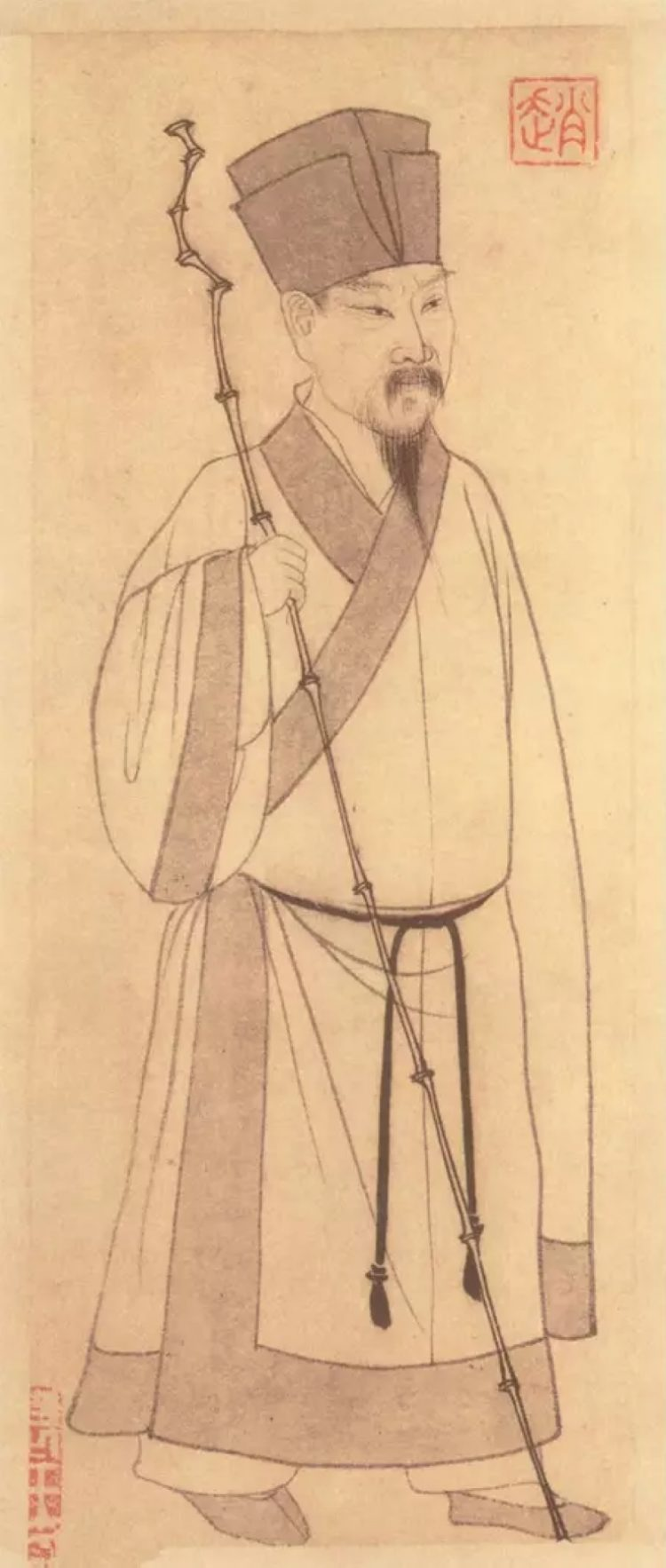
元初赵孟頫所作苏轼画像

苏轼（1037年—1101年），又称东坡，是又一位沿着大雁的路线被流放的诗人、学者、官员。他的诗歌在宋朝（960年—1279年）灭亡后仍继续流传。尽管苏轼未能从到海南的最终流放中生还。当时党争，苏轼所处党派失宠，他被贬到某些偏远地区。一次他甚至被控大不敬，被控在本人的诗中对皇帝有叛逆之语及允许他人诗的叛逆之语流传而不上报官府。此案史称乌台诗案，苏轼和包括王诜在内的多位“同谋”被卷入（Murck, 126）。在朝中，对他的政敌而言尴尬的是苏轼供称他的诗歌如何用最明确的细节贬低政敌，并指出自己无罪因没有言及和允许直接贬低皇帝或政权的行为，被质疑的诗句仅仅是合法嘲笑了公平起见下官员如公仆们所揭示的缺陷。但这样的胜利是片面和暂时的。苏轼被放逐到湖北，在那里取号东坡，后来被召回任官后，又被贬到惠州，然后贬到海南岛，虽然再被召回，却死在路上。虽然海南地理上不属于潇湘，从惠州南部和海南岛到北方的都城开封或其他类似地点的路线延长了潇湘地区的行程。

## 作为艺术主题的大雁

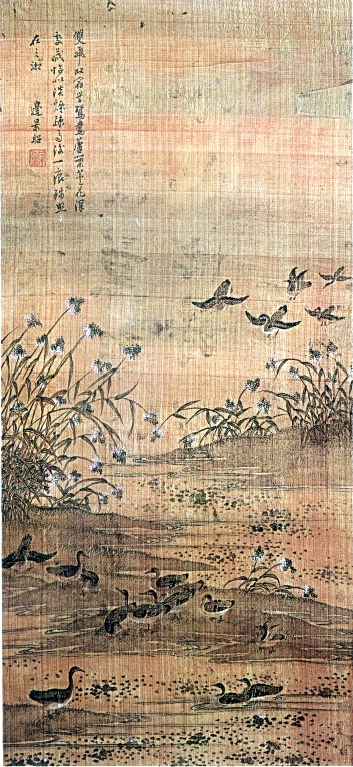
边文进，三湘水域的大雁，15世纪初。

绘画和诗歌描述在中国传统中常与书法并行，其艺术画作常和一首或几首诗的书法结合在一起。有时，在唐、宋年间的潇湘传统中，当中国中南部的潇湘地区成为被流放的官员被安置的一般地点时，其中一些官员以此为作诗的契机。

### 潇湘八景
潇湘八景不是一个特定的作品或集合；而是自身既诗又画的体裁。阿尔弗雷达·默克（71页）给出了下列的潇湘八景目录：平沙雁落、遠浦帆歸、山市晴嵐、江天暮雪、洞庭秋月、瀟湘夜雨、煙寺晚鍾、漁村夕照。
值得注意的是，排名第一的平沙雁落是连接流放意象的体裁。如果按隐喻，诗人是大雁，滞留在一处南部沙洲，坠入流放开始于诗人/大雁到达潇湘。默克指出（71页）整体性地看这份名单，形成一种律诗的形式。